# Система Дальгрена
Одна из современных систем таксономии растений, система Дальгрена, была опубликована специалистом по однодольным растениям Рольфом Дальгреном в 1975 году и пересмотрена в 1977, и 1980 годах. Тем не менее, он наиболее известен своими двумя трактатами по однодольным 1982 года  и пересмотренным в 1985 году. Его жена Гертруд Дальгрен продолжила работу после его смерти.
Дальгрен причислил двудольные и однодольные растения к подклассам класса цветковых растений (покрытосеменных) и далее разделил их на надотряды. Первоначально (1975) он использовал суффикс -anae, как и Кронквист, чтобы обозначить их, но в 1980 году изменил его на -florae в соответствии с Торном. В редакции 1989 года, опубликованной его женой, альтернативные названия Magnoliidae и Liliidae были отброшены в пользу двудольных и однодольных, и суффикс -florae вернулся к -anae (например, Alismatanae для Alismatiflorae).
Ривил предоставляет обширный список классификации Дальгрена (обратите внимание на синонимы, как номенклатурные, так и таксономические, для каждого наименования в системе.).

## Система 1980 года

### Краткое содержание
- Класс Magnoliopsida (цветковые растения (Покрытосеменные или Magnoliophyta)
Подкласс Magnoliidae (двудольные) 24 надпорядка
Надпорядок Araliiflorae
Надпорядок Asteriflorae
Надпорядок Balanophoriflorae
Надпорядок Caryophylliflorae
Надпорядок Corniflorae
Надпорядок Fabiflorae
Надпорядок Gentianiflorae
Надпорядок Lamiiflorae
Надпорядок Loasiflorae
Надпорядок Magnolianae
Надпорядок Malviflorae
Надпорядок Myrtiflorae
Надпорядок Nymphaeiflorae
Надпорядок Podostemiflorae
Надпорядок Polygoniflorae
Надпорядок Primuliflorae
Надпорядок Proteiflorae
Надпорядок Ranunculiflorae
Надпорядок Rosiflorae
Надпорядок Rutiflorae
Надпорядок Santaliflorae
Надпорядок Solaniflorae
Надпорядок Theiflorae
Надпорядок Violiflorae
Подкласс Liliidae (однодольные) 7 надпорядков
Надпорядок Alismatiflorae
Надпорядок Areciflorae
Надпорядок Ariflorae
Надпорядок Commeliniflorae
Надпорядок Liliiflorae
Надпорядок Triuridiflorae
Надпорядок Zingiberiflorae

### Magnoliidae (двудольные)
- Подкласс Магнолииды
Надпорядок Araliiflorae
Порядок Аралиецветные
Семейство Аралиевые
Семейство Зонтичные
Порядок Питтоспороцветные
Семейство Библисовые
Семейство Смолосемянниковые
Семейство Tremandraceae
Надпорядок Asteriflorae
Порядок Колокольчикоцветные
Семейство Колокольчиковые
Семейство Лобелиевые
Семейство Пентафрагмовые
Порядок Астроцветные
Семейство Астровые
Надпорядок Balanophoriflorae
Порядок Balanophorales
Семейство Баланофоровые
Семейство Циномориевые
Надпорядок Caryophylliflorae
Порядок Гвоздичноцветные
Семейство Агдестисовые
Семейство Аизовые
Семейство Амарантовые
Семейство Ахатокарповые
Семейство Базелловые
Семейство Галофитовые
Семейство Гвоздичные
Семейство Гекторелловые
Семейство Дидиереевые
Семейство Кактусовые
Семейство Лаконосовые
Семейство Маревые
Семейство Моллюгиновые
Семейство Никтагиновые
Семейство Портулаковые
Семейство Стегноспермовые
Надпорядок Corniflorae
Порядок Верескоцветные
Семейство Актинидиевые
Семейство Вересковые
Семейство Вертляницевые
Семейство Водяниковые
Семейство Грушанковые
Семейство Клетровые
Семейство Цирилловые
Семейство Эпакрисовые
Порядок Ворсянкоцветные
Семейство Валериановые
Семейство Ворсянковые
Семейство Жимолостные
Семейство Калицеровые
Семейство Мориновые
Порядок Кизилоцветные
Семейство Адоксовые
Семейство Алангиевые
Семейство Альсевосмиевые
Семейство Аукубовые
Семейство Бузиновые
Семейство Вахтовые
Семейство Гарриевые
Семейство Гортензиевые
Семейство Давидиевые
Семейство Диапенсиевые
Семейство Икациновые
Семейство Калиновые
Семейство Кизиловые
Семейство Колумеллиевые
Семейство Монтиниевые
Семейство Ниссовые
Семейство Падубовые
Семейство Паракрифиевые
Семейство Роридуловые
Семейство Симплоковые
Семейство Стилидиевые (включая Donatiaceae)
Семейство Тетракарпеевые
Семейство Торричеллиевые
Семейство Феллиновые
Семейство Филлономовые
Семейство Хельвингиевые
Семейство Эскаллониевые
Семейство Aralidiaceae
Семейство Eremosynaceae
Семейство Pterostemonaceae
Семейство Sphenostemonaceae
Порядок Саррацениецветные
Семейство Саррацениевые
Порядок Эвкоммиецветные
Семейство Эвкоммиевые
Порядок Fouquieriales
Семейство Фукьериевые
Надпорядок Fabiflorae
Порядок Бобовоцветные
Семейство Бобовые
Семейство Мимозовые
Семейство Цезальпиниевые
Надпорядок Gentianiflorae
Порядок Goodeniales
Семейство Гудениевые
Порядок Oleales
Семейство Маслиновые
Порядок Горечавкоцветные
Семейство Горечавковые
Семейство Колумеллиевые
Семейство Кутровые
Семейство Ластовневые
Семейство Логаниевые
Семейство Мареновые
Семейство Телигоновые
Семейство Saccifoliaceae
Надпорядок Lamiiflorae
Порядок Ясноткоцветные
Семейство Акантовые
Семейство Бигнониевые
Семейство Болотниковые
Семейство Буддлеевые
Семейство Вербеновые
Семейство Геснериевые
Семейство Глобуляриевые
Семейство Мартиниевые
Семейство Миопоровые
Семейство Норичниковые
Семейство Педалиевые
Семейство Подорожниковые
Семейство Пузырчатковые
Семейство Ретциевые
Семейство Стильбовые
Семейство Трапелловые
Семейство Яснотковые
Порядок Hippuridales
Семейство Хвостниковые
Порядок Hydrostachyales
Семейство Гидростахиевые
Надпорядок Loasiflorae
Порядок Loasales
Семейство Лоазовые
Надпорядок Malviflorae
Порядок Мальвоцветные
Семейство Биксовые
Семейство Бомбаксовые
Семейство Диптерокарповые
Семейство Кохлоспермовые
Семейство Ладанниковые
Семейство Липовые
Семейство Мальвовые
Семейство Сарколеновые
Семейство Сферосепаловые
Семейство Huaceae
Семейство Plagiopteraceae
Семейство Sterculiaceae
Порядок Молочаецветные
Семейство Дихапеталовые
Семейство Молочайные
Семейство Пандовые
Семейство Симмондсиевые
Семейство Экстоксиковые
Порядок Plumbaginales
Семейство Кермековые
Семейство Свинчатковые
Порядок Rhamnales
Семейство Крушиновые
Порядок Thymelaeales
Семейство Волчниковые
Порядок Urticales
Семейство Барбеевые
Семейство Вязовые
Семейство Крапивные
Семейство Коноплёвые
Семейство Тутовые
Надпорядок Magnolianae
Порядок Канеллоцветные
Семейство Винтеровые
Порядок Лавроцветные
Семейство Амборелловые
Семейство Гомортеговые
Семейство Каликантовые
Семейство Лавровые
Семейство Монимиевые
Семейство Trimeniaceae
Порядок Магнолиецветные
Семейство Австробэйлиевые
Семейство Анноновые
Семейство Дегенериевые
Семейство Канелловые
Семейство Магнолиевые
Семейство Мускатниковые
Семейство Эвпоматиевые
Семейство Himantandraceae
Порядок Aristolochiales
Семейство Кирказоновые
Порядок Chloranthales
Семейство Хлорантовые
Порядок Illiciales
Семейство Бадьяновые
Семейство Лимонниковые
Порядок Lactoridales
Семейство Лакторисовые
Порядок Nelumbonales
Семейство Nelumbonaceae
Порядок Rafflesiales
Семейство Раффлезиевые
Семейство Hydnoraceae
Надпорядок Myrtiflorae
Порядок Миртоцветные
Семейство Альзатеевые
Семейство Гетеропиксисовые
Семейство Дербенниковые
Семейство Кипрейные
Семейство Комбретовые
Семейство Криптерониевые
Семейство Меластомовые
Семейство Мемециловые
Семейство Миртовые
Семейство Олиниевые
Семейство Пенеевые
Семейство Псилоксилоновые
Семейство Ринхокаликсовые
Семейство Рогульниковые
Порядок Haloragales
Семейство Сланоягодниковые
Надпорядок Nymphaeiflorae
Порядок Кувшинкоцветные
Семейство Кабомбовые
Семейство Кувшинковые
Семейство Роголистниковые
Порядок Перечноцветные
Семейство Перечные
Семейство Савруровые
Надпорядок Podostemiflorae
Порядок Podostemales
Семейство Подостемовые (включая Tristichaceae)
Надпорядок Polygoniflorae
Порядок Polygonales
Семейство Гречишные
Надпорядок Primuliflorae
Порядок Примулоцветные
Семейство Мирсиновые
Семейство Первоцветные
Семейство Теофрастовые
Семейство Aegicerataceae
Семейство Coridaceae
Порядок Ebenales
Семейство Сапотовые
Семейство Стираксовые
Семейство Эбеновые
Семейство Lissocarpaceae
Надпорядок Proteiflorae
Порядок Протеецветные
Семейство Протейные
Порядок Elaeagnales
Семейство Лоховые
Надпорядок Ranunculiflorae
Порядок Лютикоцветные
Семейство Барбарисовые
Семейство Дымянковые
Семейство Лардизабаловые
Семейство Луносемянниковые
Семейство Лютиковые
Семейство Маковые
Семейство Цирцеастровые
Семейство Hydrastidaceae
Семейство Kingdoniaceae
Надпорядок Rosiflorae
Порядок Букоцветные
Семейство Берёзовые
Семейство Буковые
Семейство Лещиновые
Семейство Нотофаговые
Порядок Гуннероцветные
Семейство Гуннеровые
Порядок Камнеломкоцветные
Семейство Грейевые
Семейство Итеевые
Семейство Камнеломковые
Семейство Крыжовниковые
Семейство Толстянковые
Семейство Франкоевые
Семейство Цефалотовые
Семейство Brexiaceae
Порядок Розоцветные
Семейство Анизофиллеевые
Семейство Кроссосомовые
Семейство Неурадовые
Семейство Розовые
Семейство Сливовые
Семейство Суриановые
Семейство Malaceae
Семейство Rhabdodendraceae
Порядок Самшитоцветные
Семейство Волчелистниковые
Семейство Дидимелесовые
Семейство Самшитовые
Порядок Balanopales
Семейство Баланоповые
Порядок Casuarinales
Семейство Казуариновые
Порядок Cercidiphyllales
Семейство Церцидифилловые
Семейство Эуптелейные
Порядок Cunoniales
Семейство Бауэровые
Семейство Брунеллиевые
Семейство Бруниевые
Семейство Груббиевые
Семейство Кунониевые
Семейство Эукрифиевые
Семейство Davidsoniaceae
Порядок Droserales
Семейство Белозоровые
Семейство Лепуропеталоновые
Семейство Росянковые
Порядок Geissolomatales
Семейство Гейссоломовые
Порядок Hamamelidales
Семейство Гамамелисовые
Семейство Миротамновые
Семейство Платановые
Порядок Juglandales
Семейство Ореховые
Семейство Роиптелейные
Порядок Myricales
Семейство Восковницевые
Порядок Trochodendrales
Семейство Тетрацентровые
Семейство Троходендровые
Надпорядок Rutiflorae
Порядок Бальзаминоцветные
Семейство Бальзаминовые
Порядок Бересклетоцветные
Семейство Бересклетовые
Семейство Кардиоптерисовые
Семейство Коринокарповые
Семейство Lophopyxidaceae
Семейство Stackhousiaceae
Порядок Гераниецветные
Семейство Биберштейниевые
Семейство Вивианиевые
Семейство Гармаловые
Семейство Гераниевые
Семейство Гумириевые
Семейство Дирахмовые
Семейство Иксонантовые
Семейство Кисличные (включая Averrhoaceae)
Семейство Ктенолофоновые
Семейство Лепидоботриевые
Семейство Льновые
Семейство Парнолистниковые
Семейство Селитрянковые
Семейство Эритроксиловые
Семейство Balanitaceae
Семейство Ledocarpaceae
Порядок Льноцветные (включены в Гераниецветные)
Семейство Гумириевые
Семейство Иксонантовые
Семейство Кисличные
Семейство Ктенолофоновые
Семейство Лепидоботриевые
Семейство Льновые
Семейство Эритроксиловые
Порядок Сапиндоцветные
Семейство Аканиевые
Семейство Анакардиевые
Семейство Бретшнейдеровые
Семейство Клекачковые
Семейство Клёновые
Семейство Коннаровые
Семейство Конскокаштановые
Семейство Кориариевые
Семейство Медовиковые
Семейство Сабиевые
Семейство Сапиндовые
Семейство Симарубовые
Семейство Эмблингиевые
Семейство Meliosmaceae
Семейство Podoaceae
Порядок Polygalales
Семейство Вошизиевые
Семейство Истодовые
Семейство Крамериевые
Семейство Мальпигиевые
Семейство Тригониевые
Порядок Rhizophorales
Семейство Ризофоровые
Семейство Элеокарповые
Порядок Rutales
Семейство Бурзеровые
Семейство Кнеоровые
Семейство Мелиевые
Семейство Рутовые
Семейство Ptaeroxylaceae
Надпорядок Santaliflorae
Порядок Санталоцветные
Семейство Медузандровые
Семейство Мизодендровые
Семейство Олаксовые
Семейство Омеловые
Семейство Опилиевые
Семейство Ремнецветниковые
Семейство Санталовые
Семейство Эремолеписовые
Надпорядок Solaniflorae
Порядок Бурачникоцветные
Семейство Бурачниковые
Семейство Водолистниковые
Семейство Ленноовые
Семейство Эретиевые
Семейство Hoplestigmataceae
Порядок Паслёноцветные
Семейство Вьюнковые
Семейство Кобеевые
Семейство Паслёновые
Семейство Повиликовые
Семейство Синюховые
Семейство Goetzeaceae
Семейство Sclerophylacaceae
Надпорядок Theiflorae
Порядок Диллениецветные
Семейство Диллениевые
Порядок Чайные
Семейство Анцистрокладовые
Семейство Боннетовые
Семейство Дионкофилловые
Семейство Кариокаровые
Семейство Киновые
Семейство Клузиевые
Семейство Маркгравиевые
Семейство Медузагиновые
Семейство Непентовые
Семейство Онкотековые
Семейство Охновые
Семейство Пентафилаксовые
Семейство Повойничковые
Семейство Стахиуровые
Семейство Страсбургериевые
Семейство Сцитопеталовые
Семейство Хризобалановые
Семейство Чайные
Порядок Lecythidales
Семейство Лецитисовые
Порядок Paeoniales
Семейство Глауцидиевые
Семейство Пионовые
Порядок Tropaeolales
Семейство Лимнантовые
Семейство Настурциевые
Надпорядок Violiflorae
Порядок Каперсоцветные
Семейство Батисовые
Семейство Гиростемоновые
Семейство Каперсовые
Семейство Капустные
Семейство Моринговые
Семейство Резедовые
Семейство Товариевые
Порядок Тыквоцветные
Семейство Ахариевые
Семейство Бегониевые
Семейство Датисковые
Семейство Тыквенные
Порядок Фиалкоцветные
Семейство Берберидопсисовые
Семейство Дипентодоновые
Семейство Кариковые
Семейство Перидисковые
Семейство Страстоцветные
Семейство Тёрнеровые
Семейство Фиалковые
Семейство Физеновые
Семейство Флакуртиевые
Семейство Aphloiaceae
Семейство Malesherbiaceae
Семейство Scyphostegiaceae
Порядок Salicales
Семейство Ивовые
Порядок Salvadorales
Семейство Сальвадоровые
Порядок Tamaricales
Семейство Тамарисковые
Семейство Франкениевые

## Система 1982 года (однодольные)

### Краткое содержание
6 надпорядков
- Надпорядок Alismatiflorae
- Надпорядок Areciflorae
- Надпорядок Ariflorae
- Надпорядок Commeliniflorae
- Надпорядок Liliiflorae
- Надпорядок Zingiberiflorae

### Подробное содержание
- Надпорядок Alismatiflorae 5 порядков
- Надпорядок Areciflorae 3 порядка
- Надпорядок Ariflorae 1 порядок
  - Порядок Arales
- Надпорядок Commeliniflorae 8 порядков
- Надпорядок Liliiflorae 11 порядков
  - Порядок Бромелиецветные
  - Порядок Диоскореецветные
  - Порядок Коммелиноцветные
  - Порядок Лилиецветные
    - Семейство Альстрёмериевые
    - Семейство Безвременниковые
    - Семейство Ирисовые
    - Семейство Лилейные
    - Семейство Мелантиевые
    - Семейство Calochortaceae
    - Семейство Geosiridaceae
    - Семейство Tricyrtidaceae

  - Порядок Спаржецветные
    - Семейство Агавовые
    - Семейство Амариллисовые
    - Семейство Асфоделовые
    - Семейство Гипоксисовые
    - Семейство Дазипогоновые
    - Семейство Дориантовые
    - Семейство Ксанторреевые
    - Семейство Нолиновые
    - Семейство Петерманниевые
    - Семейство Пролесковые
    - Семейство Смилаксовые
    - Семейство Спаржевые
    - Семейство Текофилеевые
    - Семейство Филезиевые
    - Семейство Alliaceae
    - Семейство Aphyllanthaceae
    - Семейство Dianellaceae
    - Семейство Funkiaceae
    - Семейство Hemerocallidaceae
    - Семейство Phormiaceae

  - Порядок Такковые
  - Порядок Burmanniales
  - Порядок Orchidales
  - Порядок Philydrales
  - Порядок Pontederiales
  - Порядок Velloziales
- Надпорядок Zingiberiflorae 1 порядок
  - Порядок Имбирецветные

## Система 1985 года (однодольные)

### Краткое содержание
10 надпорядков
- Надпорядок Alismatiflorae
- Надпорядок Areciflorae
- Надпорядок Ariflorae
- Надпорядок Bromeliiflorae
- Надпорядок Commeliniflorae
- Надпорядок Cyclanthiflorae
- Надпорядок Liliiflorae
- Надпорядок Pandaniflorae
- Надпорядок Triuridiflorae
- Надпорядок Zingiberiflorae

### Подробное содержание
Alismatiflorae
- Надпорядок Alismatiflorae 2 порядка с. 292
Порядок Частухоцветные
Семейство Апоногетоновые
Семейство Водокрасовые
Семейство Лимнохарисовые
Семейство Сусаковые
Семейство Частуховые
Порядок Najadales
Семейство Взморниковые
Семейство Наядовые
Семейство Посидониевые
Семейство Рдестовые
Семейство Ситниковидные
Семейство Цимодоцеевые
Семейство Scheuchzeriaceae

Areciflorae
- Надпорядок Areciflorae 1 порядок с. 467
Порядок Пальмоцветные
Семейство Пальмовые

Ariflorae
- Надпорядок Ariflorae 1 порядок с. 275
Порядок Arales
Семейство Ароидные
Семейство Рясковые

Bromeliiflorae
- Надпорядок Bromeliflorae 6 порядков с. 323
Порядок Бромелиецветные
Семейство Бромелиевые
Порядок Коммелиноцветные
Семейство Гемодоровые
Порядок Philydrales
Семейство Филидровые
Порядок Pontederiales
Семейство Понтедериевые
Порядок Typhales
Семейство Sparganiaceae
Семейство Рогозовые
Порядок Velloziales
Семейство Веллозиевые

Commeliniflorae
- Надпорядок Commeliniflorae 4 порядка с. 374
Порядок Злакоцветные
Семейство Осоковые
Семейство Ситниковые
Семейство Турниевые
Порядок Злакоцветные
Семейство Анартриевые
Семейство Злаки
Семейство Рестиевые
Семейство Флагеллариевые
Семейство Центролеписовые
Семейство Ecdeiocolaceae
Семейство Joinvilleaceae
Порядок Коммелиноцветные
Семейство Коммелиновые
Семейство Ксирисовые
Семейство Майяковые
Семейство Рапатеевые
Семейство Эриокаулоновые
Порядок Hydatellales
Семейство Гидателловые

Cyclanthiflorae
- Надпорядок Cyclanthiflorae 1 порядок с. 461
Порядок Cyclanthales
Семейство Циклантовые

Liliiflorae
- Надпорядок Liliiflorae 6 порядков с. 107
Порядок Диоскореецветные
Семейство Диоскорейные
Семейство Петерманниевые
Семейство Смилаксовые
Семейство Стемоновые
Семейство Такковые
Семейство Trilliaceae
Порядок Спаржецветные
Семейство Агавовые
Семейство Амариллисовые
Триба Amaryllideae
Триба Eucharideae
Триба Galantheae
Триба Hippeastrae
Триба Lycoridae
Триба Narcisseae
Триба Pancratieae
Триба Stenomesseae
Семейство Астелиевые
Семейство Асфоделовые
Семейство Блендфордиевые
Семейство Гангуановые
Семейство Гипоксисовые
Семейство Дазипогоновые
Семейство Дориантовые
Семейство Иксиолирионовые
Семейство Ксанторреевые
Семейство Лузуриаговые
Семейство Нолиновые
Семейство Пролесковые
Семейство Спаржевые
Семейство Текофилеевые
Семейство Филезиевые
Семейство Alliaceae
Семейство Aphyllanthaceae
Семейство Funkiaceae
Семейство Hemerocallidaceae
Семейство Phormiaceae
Порядок Melanthiales
Семейство Мелантиевые
Семейство Campynemaceae
Порядок Burmanniales
Семейство Бурманниевые
Семейство Корсиевые
Семейство Тисмиевые
Порядок Лилиецветные
Семейство Альстрёмериевые
Семейство Безвременниковые
Семейство Ирисовые
Семейство Лилейные
Семейство Calochortaceae
Семейство Geosiridaceae
Семейство Uvulariaceae
Порядок Orchidales
Семейство Орхидные
Семейство Apostasiaceae
Семейство Cypripediaceae

Pandaniflorae
- Надпорядок Pandaniflorae 1 порядок с. 480
Порядок Панданоцветные
Семейство Пандановые

Triuridiflorae
- Надпорядок Triuridiflorae 1 порядок с. 287
Порядок Triuridales
Семейство Триурисовые

Zingiberiflorae
- Надпорядок Zingiberiflorae 1 порядок с. 350
Порядок Имбирецветные
Семейство Банановые
Семейство Геликониевые
Семейство Имбирные
Семейство Канновые
Семейство Костусовые
Семейство Ловиевые
Семейство Марантовые
Семейство Стрелитциевые

## Библиографический список
- Dahlgren, Gertrud (July 1989). An updated angiosperm classification. Botanical Journal of the Linnean Society. 100 (3): 197–203. doi:10.1111/j.1095-8339.1989.tb01717.x.
- Dahlgren, R. (1975). A system of classification of angiosperms to be used to demonstrate the distribution of characters. Botaniska Notiser. 128: 119–147.
- Dahlgren, Rolf. A commentary on a diagrammatic presentation of the angiosperms in relation to the distribution of character states. — 1977. — P. 253–284., in Kubitzki (1977)
- Flowering Plants : Evolution and classification of higher categories. Symposium, Hamburg, September 8–12, 1976. Plant Systematics & Evolution - Supplementum 1. — Wien : Springer, 1977. — P. 416. — ISBN 978-3-211-81434-5.
- Dahlgren, R. M. T. (February 1980). A revised system of classification of the angiosperms. Botanical Journal of the Linnean Society. 80 (2): 91–124. doi:10.1111/j.1095-8339.1980.tb01661.x.
- Dahlgren, Rolf. The monocotyledons: A comparative study / Rolf Dahlgren, H. T. Clifford. — London and New York : Academic Press, 1982.
- Dahlgren, R.M. The families of the monocotyledons / R.M. Dahlgren, H.T. Clifford, P.F. Yeo. — Berlin : Springer-Verlag, 1985. — ISBN 978-3-642-64903-5. Additional excerpts